# Iviraiva
Iviraiva là một chi nhện trong họ Hersiliidae.